# Draft 2009 de la NFL
2008 2010
La draft 2009 de la NFL est la 74e draft annuelle de la National Football League, permettant aux franchises de football américain de sélectionner des joueurs universitaires éligibles pour jouer professionnels. Elle s'est déroulée entre le 25 et le 26 avril 2009 au Radio City Music Hall de New York.

## Draft
La Draft se compose de 7 tours ayant, généralement, chacun 32 choix. L'ordre de sélection est décidé par le classement général des équipes durant la saison précédente, donc l'équipe ayant eu le moins de victoires va repêcher en premier et ainsi de suite jusqu'au gagnant du Super Bowl. Les équipes peuvent échanger leurs choix de repêchage, ce qui fait en sorte que l'ordre peut changer.
Les équipes peuvent enfin recevoir des choix compensatoires. Ces choix sont à la fin des tours et il n'est pas possible pour les équipes de les échanger. Les choix compensatoires sont remis aux équipes ayant perdu plus de joueurs (et de meilleure qualité) qu'ils en ont signés durant la période d'agent libre.
- ° : Intronisé au Pro Football Hall of Fame
- † : Joueur sélectionné pour le Pro Bowl

### Premier tour
Les 32 joueurs choisis au premier tour.
| Choix | Équipe                        | Joueur              | Postes           | Université                       | Notes                         |
| ----- | ----------------------------- | ------------------- | ---------------- | -------------------------------- | ----------------------------- |
| 1     | Lions de Détroit              | Matthew Stafford †  | Quarterback      | Bulldogs de la Géorgie           |                               |
| 2     | Rams de Saint-Louis           | Jason Smith         | Offensive tackle | Bears de Baylor                  |                               |
| 3     | Chiefs de Kansas City         | Tyson Jackson       | Defensive end    | Tigers de LSU                    |                               |
| 4     | Seahawks de Seattle           | Aaron Curry         | Linebacker       | Demon Deacons de Wake Forest     |                               |
| 5     | Jets de New York              | Mark Sanchez        | Quarterback      | Trojans d'USC                    | Browns → Jets,                |
| 6     | Bengals de Cincinnati         | Andre Smith         | Offensive tackle | Crimson Tide de l'Alabama        |                               |
| 7     | Raiders d'Oakland             | Darrius Heyward-Bey | Wide receiver    | Terrapins du Maryland            |                               |
| 8     | Jaguars de Jacksonville       | Eugene Monroe       | Offensive tackle | Cavaliers de la Virginie         |                               |
| 9     | Packers de Green Bay          | B. J. Raji †        | Nose tackle      | Eagles de Boston College         |                               |
| 10    | 49ers de San Francisco        | Michael Crabtree    | Wide receiver    | Red Raiders de Texas Tech        |                               |
| 11    | Bills de Buffalo              | Aaron Maybin        | Defensive end    | Nittany Lions de Penn State      |                               |
| 12    | Broncos de Denver             | Knowshon Moreno     | Running back     | Bulldogs de la Géorgie           |                               |
| 13    | Redskins de Washington        | Brian Orakpo †      | Defensive end    | Longhorns du Texas               |                               |
| 14    | Saints de La Nouvelle-Orléans | Malcolm Jenkins †   | Cornerback       | Buckeyes d'Ohio State            |                               |
| 15    | Texans de Houston             | Brian Cushing †     | Linebacker       | Trojans d'USC                    |                               |
| 16    | Chargers de San Diego         | Larry English       | Defensive end    | Huskies de Northern Illinois     |                               |
| 17    | Buccaneers de Tampa Bay       | Josh Freeman        | Quarterback      | Wildcats de Kansas State         | Jets → Browns → Buccaneers,   |
| 18    | Broncos de Denver             | Robert Ayers        | Defensive end    | Volunteers du Tennessee          | Bears → Broncos,              |
| 19    | Eagles de Philadelphie        | Jeremy Maclin †     | Wide receiver    | Tigers du Missouri               | Buccaneers → Browns → Eagles, |
| 20    | Lions de Détroit              | Brandon Pettigrew   | Tight end        | Cowboys d'Oklahoma State         | Cowboys → Lions,              |
| 21    | Browns de Cleveland           | Alex Mack †         | Centre           | Golden Bears de la Californie    | Eagles → Browns               |
| 22    | Vikings du Minnesota          | Percy Harvin †      | Wide receiver    | Gators de la Floride             |                               |
| 23    | Ravens de Baltimore           | Michael Oher        | Offensive tackle | Rebels d'Ole Miss                | Patriots → Ravens,            |
| 24    | Falcons d'Atlanta             | Peria Jerry         | Defensive tackle | Rebels d'Ole Miss                |                               |
| 25    | Dolphins de Miami             | Vontae Davis †      | Cornerback       | Fighting Illini de l'Illinois    |                               |
| 26    | Packers de Green Bay          | Clay Matthews †     | Linebacker       | Trojans d'USC                    | Ravens → Patriots → Packers,  |
| 27    | Colts d'Indianapolis          | Donald Brown        | Running back     | Huskies du Connecticut           |                               |
| 28    | Bills de Buffalo              | Eric Wood †         | Centre           | Cardinals de Louisville          | Panthers → Eagles, → Bills,   |
| 29    | Giants de New York            | Hakeem Nicks        | Wide receiver    | Tar Heels de la Caroline du Nord |                               |
| 30    | Titans du Tennessee           | Kenny Britt         | Wide receiver    | Scarlet Knights de Rutgers       |                               |
| 31    | Cardinals de l'Arizona        | Beanie Wells        | Running back     | Buckeyes d'Ohio State            |                               |
| 32    | Steelers de Pittsburgh        | Ziggy Hood          | Defensive tackle | Tigers du Missouri               |                               |

#### Échanges premier tour
1. ↑    1. 5 Cleveland échange sa sélection de premier tour (5e au total, utilisée pour sélectionner Mark Sanchez) avec les Jets contre les sélections des premier et deuxième tours des Jets (17e au total, échangée avec Tampa Bay, qui sélectionne Josh Freeman; et 52e au total, utilisée pour choisir David Veikune (en)), Kenyon Coleman (en), Brett Ratliff et Abram Elam (en)
2. ↑  Voir #5 Browns → Jets
3. ↑    1. 17 Cleveland échange sa sélection de premier tour acquise auprès des Jets (la 17e au total, utilisée pour sélectionner Josh Freeman) avec Tampa Bay pour des sélections de premier et de sixième tour (la 19e au total, échangée avec Philadelphie, qui a sélectionné Jeremy Maclin; et la 191e au total, utilisée pour sélectionner Coye Francies (en))
4. ↑    1. 18 Chicago échange ses sélections des premier et troisième tours de 2009 (18e, utilisée pour sélectionner Robert Ayers et 84e, échangée avec Pittsburgh, qui sélectionné Mike Wallace (en)), sa sélection de premier tour de 2010, et Kyle Orton avec Denver pour Jay Cutler et l'une des sélections du cinquième tour de Denver en 2009 (140e, utilisée pour sélectionner Johnny Knox (en))
5. ↑  Voir #17 Browns →  Buccaneers
6. ↑    1. 19 Cleveland échange son choix de premier tour acquis de Tampa Bay (19e, utilisé pour sélectionner Jeremy Maclin) avec Philadelphie contre des sélections de premier et de sixième tour (21e et 195e, utilisées pour sélectionner Alex Mack et James Davis (en), respectivement)
7. ↑    1. 20 Dallas échange ses sélections de premier, troisième et sixième tours (20e, 82e et 192e, utilisées pour sélectionner Brandon Pettigrew, Derrick Williams (en) et Aaron Brown (en), respectivement) avec Détroit contre le wide receiver Roy Williams et un choix de septième tour (210e, échangé avec Atlanta, qui choisit Vance Walker (en))
8. ↑  voir #19 Browns → Eagles
9. ↑    1. 23 La Nouvelle-Angleterre échangé son choix de premier tour (23e, utilisé pour choisir Michael Oher) avec Baltimore pour les sélections de premier et cinquième tour (26e, échangé avec Green Bay, qui sélectionne Clay Matthews; et 162e, échangé avec Green Bay, qui sélectionné Jamon Meredith)
10. ↑  voir #23 Patriots → Ravens
11. ↑    1. 26 La Nouvelle-Angleterre échange la sélection de premier tour acquise auprès de Baltimore (26e, utilisée pour sélectionner Clay Matthews) et une sélection de cinquième tour (162e) avec Green Bay pour une sélection de deuxième tour (41e, utilisée pour sélectionner Darius Butler (en)) et deux sélections de troisième tour (73e, échangés à Jacksonville, qui choisit Derek Cox (en); et 83e, utilisé pour sélectionner Brandon Tate (en))
12. ↑    1. 28 La Caroline échange sa sélection du premier tour de 2009 (28e, qui est échangé avec Buffalo, utilisée pour sélectionner Eric Wood), et ses sélections des deuxième et quatrième tours de 2008 (43e, qui est échangée avec le Minnesota, qui sélectionne Tyrell Johnson (en); et 109e, utilisée pour sélectionner Mike McGlynn (en)) avec Philadelphie pour sa sélection du premier tour de 2008 (19e, utiliseé pour sélectionner Jeff Otah)
13. ↑    1. 28 Philadelphie échange la sélection de premier tour de 2009 acquise auprès de la Caroline (28e, utilisée pour sélectionner Eric Wood), sa sélection de quatrième tour de 2008 (121e) et sa sélection de sixième tour de 2010 avec Buffalo pour Jason Peters

### Joueurs notables sélectionnés aux tours suivants
| Choix | Équipe                        | Joueur                | Postes           | Université                              | Notes                       |
| ----- | ----------------------------- | --------------------- | ---------------- | --------------------------------------- | --------------------------- |
| 42    | Bills de Buffalo              | Jairus Byrd †         | Safety           | Ducks de l'Oregon                       |                             |
| 46    | Texans de Houston             | Connor Barwin †       | Defensive end    | Bearcats de Cincinnati                  |                             |
| 49    | Seahawks de Seattle           | Max Unger †           | Centre           | Ducks de l'Oregon                       | Bears → Seahawks,           |
| 53    | Eagles de Philadelphie        | LeSean McCoy †        | Running back     | Panthers de Pittsburgh                  |                             |
| 55    | Falcons d'Atlanta             | William Moore (en) †  | Safety           | Tigers du Missouri                      |                             |
| 84    | Steelers de Pittsburgh        | Mike Wallace (en) †   | Wide receiver    | Rebels d'Ole Miss                       | Bears → Broncos → Steelers, |
| 89    | Titans du Tennessee           | Jared Cook †          | Tight end        | Gamecocks de la Caroline du Sud         | Patriots → Titans,          |
| 105   | Bears de Chicago              | Henry Melton (en) †   | Defensive end    | Longhorns du Texas                      | Seahawks → Bears            |
| 109   | Packers de Green Bay          | T. J. Lang †          | Offensive tackle | Eagles d'Eastern Michigan               |                             |
| 112   | Texans de Houston             | Glover Quin †         | Safety           | Lobos du Nouveau-Mexique                |                             |
| 140   | Bears de Chicago              | Johnny Knox (en) †    | Wide receiver    | Wildcats d'Abilene Christian (en)       | Seahawks → Broncos, → Bears |
| 142   | Bengals de Cincinnati         | Kevin Huber (en) †    | Punter           | Bearcats de Cincinnati                  |                             |
| 164   | Saints de La Nouvelle-Orléans | Thomas Morstead †     | Punter           | Mustangs de SMU                         | Giants → Eagles, → Saints,  |
| 185   | Ravens de Baltimore           | Cedric Peerman (en) † | Punter           | Cavaliers de la Virginie                | Broncos → Ravens,           |
| 222   | Colts d'Indianapolis          | Pat McAfee †          | Punter           | Mountaineers de la Virginie Occidentale | Saints → Eagles → Colts,    |
| ND    | Ravens de Baltimore           | Graham Gano †         | Kicker           | Seminoles de Florida State              | [ Note 1 ]                  |
| ND    | Texans de Houston             | Arian Foster †        | Running back     | Volunteers du Tennessee                 | ,                           |
| ND    | Seahawks de Seattle           | Michael Bennett †     | Defensive tackle | Aggies de Texas A&M                     | ,                           |

#### Échanges tours suivants
1. ↑    1. 49 Chicago échange sa sélection de deuxième tour (49e) avec Seattle pour les sélections des troisième et quatrième tours de Seattle (68e et 105e).
2. ↑    1. 84 voir #18 Bears → Broncos
3. ↑    1. 84 Pittsburgh échange ses sélections des deuxième et quatrième tours (64e et 132e) avec Denver contre deux sélections du troisième tour (79e et 84e).
4. ↑    1. 89 La Nouvelle-Angleterre cède sa sélection de troisième tour (89e) au Tennessee pour sa sélection du deuxième tour de 2010 (47e).
5. ↑    1. 105 voir #49 Bears → Seahawks
6. ↑    1. 140 Seattle échange sa sélection de cinquième tour (140e) avec Denver pour le wide receiver Keary Colbert (en).
7. ↑    1. 140 voir #18 Bears → Broncos
8. ↑    1. 164 Philadelphie échange son choix de troisième tour (85e) avec les Giants contre un choix de troisième tour (91e) et un choix de cinquième tour (164e).
9. ↑    1. 164 Les Saints échangent un choix de septième tour en 2009 (222e) et un choix de cinquième tour en 2010 (163e) avec les Eagles contre un choix de cinquième tour en 2009 (164e).
10. ↑    1. 185 Baltimore échange un choix de cinquième tour (141e) avec Denver contre un choix de cinquième tour (149e) et un choix de sixième tour en 2009 (185e).
11. ↑    1. 222 voir #164 Eagles → Saints
12. ↑    1. 222 Indianapolis échange un choix de sixième tour en 2010 (200e) avec Philadelphie contre un choix de septième tour en 2009 (222e).

### Choix de draft supplémentaire
Pour chaque joueur sélectionné dans la draft supplémentaire, l'équipe de sélection perd son choix lors de ce tour dans la draft de la saison suivante.
| Tour | Équipe                 | Joueur             | Postes        | Université           | Notes |
| ---- | ---------------------- | ------------------ | ------------- | -------------------- | ----- |
| 3    | Redskins de Washington | Jeremy Jarmon (en) | Defensive end | Wildcats du Kentucky | ,     |